# Камышлы (Миякинский район)
Камышлы (баш. Ҡамышлы) — деревня в Миякинском районе Республики Башкортостан Российской Федерации. Входит в состав Большекаркалинский сельсовет.

## География

### Географическое положение
Расстояние до:
- районного центра (Киргиз-Мияки): 32 км,
- центра сельсовета (Большие Каркалы): 2 км,
- ближайшей ж/д станции (Аксёново): 45 км.

## Население
| 2002 | 2009 | 2010 |
| ---- | ---- | ---- |
| 65   | ↘47  | ↘43  |

Национальный состав
Согласно переписи 2002 года, преобладающие национальности — татары (55 %), башкиры (45 %).